# Elijah Schmidt
Elijah Joel Schmidt (* 6. November 1997) ist ein US-amerikanisch-deutscher Basketballspieler.

## Werdegang
Der Sohn einer US-amerikanischen Mutter und eines aus Bremen stammenden deutschen Vaters wuchs im US-Bundesstaat Texas auf. Er spielte im Großraum Houston Basketball an der Klein High School, wurde zweimal als bester Verteidiger der Schulmannschaft ausgezeichnet. Schmidt studierte an der Texas A&M University Corpus Christi das Fach Umweltwissenschaft und gehörte im Zeitraum 2016 bis 2020 der Basketballmannschaft der in der Stadt Corpus Christi gelegenen Hochschule an. Er erzielte in 124 Spielen Mittelwerte von 4,6 Punkten und 5 Rebounds je Begegnung.
Seine Laufbahn im Berufsbasketball begann in Spanien. Schmidt stand im Spieljahr 2020/21 in Diensten der Drittligamannschaft CB Pardinyes Lleida, für die er es im Durchschnitt auf 5,8 Punkte und 4,2 Rebounds je Begegnung brachte. Von 2021 bis 2023 spielte Schmidt für den deutschen Drittligisten RheinStars Köln. Nachdem er im Spieljahr 2022/23 für Köln in 23 Ligaeinsätzen im Durchschnitt 8 Punkte und 5,9 Rebounds erreicht hatte, wurde Schmidt vom Zweitligaaufsteiger SC Rasta Vechta II verpflichtet. Gegen die Niedersachsen hatte er Anfang März 2023 mit 20 Punkten sowie 14 Rebounds seine beste Leistung seit seinem Wechsel nach Deutschland gezeigt.